# موجا
موجا، (بالإنجليزية: Muggia)‏، (البندقية: Muja)، (الألمانية: Mugle)، (السلوفينية: Milje)، هي مدينة إيطالية بلدية في أقصى الجنوب الشرقي من مقاطعة ترييستي، في منطقة فريولي فينيتسيا جوليا، على الحدود مع سلوفينيا. تقع على الجانب الشرقي من خليج ترييستي، في شمال البحر الأدرياتيكي،) موجا هي المدينة الساحلية الإيطالية الوحيدة في إستريا. تتميز الهندسة المعمارية للمدينة بتاريخ البندقية والنمسا، ويستضيف مرفأها مرسى حديث بطول 500 مرسى لليخوت (بورتو سان روكو).

## السكان
في سنة 1871 بلغ عدد السكان  نسمة، وتطور العدد ليصل في سنة 2011 لـ 13٬022 نسمة.
يظهر هذا المخطط البياني تطور النمو السكاني لـ موجا

## توأمة
لموجا اتفاقيات توأمة مع كل من:
- Obervellach [الإنجليزية]‏
- كوبر

## أعلام
- داريو هوبنر